# Kranskop
Kranskop é uma pequena cidade situada à beira do vale do rio Thukela em KwaZulu-Natal, África do Sul. Foi fundada em 1894 como Hopetown, mas devido à confusão com outra cidade de mesmo nome na província de Carru, no Cabo Setentrional, o nome foi alterado. Kranskop foi escolhido e recebeu o nome de duas falésias que se erguem 1.175 metros acima do vale de Thukela, perto da cidade. O nome é uma palavra africâner que significa "cabeça do penhasco".

## Educação
A Deutsche Schule Hermannsburg, uma escola particular, fica 15 km (9.3 mi) de Kranskop.